# Lotta greco-romana ai Giochi della IX Olimpiade - Pesi massimi
La competizione della categoria pesi massimi (oltre 82,5 kg) di Lotta greco-romana dei Giochi della IX Olimpiade si è svolta dal 2 al 4 agosto al  Krachtsportgebouw a Amsterdam.

## Formato
Torneo con eliminazione alla seconda sconfitta. 

## Risultati
| Legenda                               | Legenda |
| ------------------------------------- | ------- |
| Lottatore senza sconfitte             |         |
| Lottatore con una sconfitta           |         |
| Lottatore con due sconfitte Eliminato |         |

### Primo Turno
| Atleta               |          | Atleta                | Ris.      |
| -------------------- | -------- | --------------------- | --------- |
| Josef Urban          | batte    | Gustave Colpaert      | Schienato |
| Aleardo Donati       | batte    | Simon de Lanfranchi   | Schienato |
| Georg Gehring        | batte    | Emil Larsen           | Schienato |
| Mehmet Çoban         | batte    | Jorge Briola          | Ai punti  |
| Eugen Wiesberger Sr. | batte    | Alberts Zvejnieks     | Ai punti  |
| Rajmund Badó         | batte    | Ibrahim Mohamed Sobhi | Schienato |
| Rudolf Svensson      | batte    | Hjalmar Nyström       | Ai punti  |
| Jacob Simonis        | Esentato | Esentato              | Esentato  |

### Secondo turno
| Atleta               |          | Atleta                | Ris.      |
| -------------------- | -------- | --------------------- | --------- |
| Josef Urban          | batte    | Jacob Simonis         | Schienato |
| Aleardo Donati       | batte    | Gustave Colpaert      | Schienato |
| Georg Gehring        | batte    | Simon de Lanfranchi   | Schienato |
| Mehmet Çoban         | batte    | Emil Larsen           | Schienato |
| Alberts Zvejnieks    | batte    | Jorge Briola          | Schienato |
| Eugen Wiesberger Sr. | batte    | Ibrahim Mohamed Sobhi | Schienato |
| Hjalmar Nyström      | batte    | Rajmund Badó          | Schienato |
| Rudolf Svensson      | Esentato | Esentato              | Esentato  |

### Terzo turno
| Atleta          |       | Atleta               | Ris.      |
| --------------- | ----- | -------------------- | --------- |
| Rudolf Svensson | batte | Jacob Simonis        | Schienato |
| Josef Urban     | batte | Aleardo Donati       | Schienato |
| Georg Gehring   | batte | Mehmet Çoban         | Ai punti  |
| Rajmund Badó    | batte | Alberts Zvejnieks    | Schienato |
| Hjalmar Nyström | batte | Eugen Wiesberger Sr. | Ai punti  |

### Quarto turno
| Atleta               |       | Atleta         | Ris.      |
| -------------------- | ----- | -------------- | --------- |
| Rudolf Svensson      | batte | Josef Urban    | Schienato |
| Georg Gehring        | batte | Aleardo Donati | Schienato |
| Hjalmar Nyström      | batte | Mehmet Çoban   | Schienato |
| Eugen Wiesberger Sr. | batte | Rajmund Badó   | Schienato |

### Quinto turno
| Atleta               |          | Atleta        | Ris.      |
| -------------------- | -------- | ------------- | --------- |
| Rudolf Svensson      | batte    | Georg Gehring | Schienato |
| Eugen Wiesberger Sr. | batte    | Josef Urban   | Ai punti  |
| Hjalmar Nyström      | Esentato | Esentato      | Esentato  |

### Sesto turno
| Atleta          |       | Atleta               | Ris.        |
| --------------- | ----- | -------------------- | ----------- |
| Hjalmar Nyström | batte | Georg Gehring        | Ai punti    |
| Rudolf Svensson | batte | Eugen Wiesberger Sr. | Per forfait |

## Classifica finale
| Pos.    | Atleta                | Nazione        |
| ------- | --------------------- | -------------- |
| Oro     | Rudolf Svensson       | Svezia         |
| Argento | Hjalmar Nyström       | Finlandia      |
| Bronzo  | Georg Gehring         | Germania       |
| 4       | Eugen Wiesberger Sr.  | Austria        |
| 5       | Josef Urban           | Cecoslovacchia |
| 6       | Rajmund Badó          | Ungheria       |
| 7       | Mehmet Çoban          | Turchia        |
| 7       | Aleardo Donati        | Italia         |
| 9       | Alberts Zvejnieks     | Lettonia       |
| 9       | Jacob Simonis         | Paesi Bassi    |
| 11      | Gustave Colpaert      | Belgio         |
| 11      | Simon de Lanfranchi   | Francia        |
| 11      | Emil Larsen           | Danimarca      |
| 11      | Jorge Briola          | Argentina      |
| 11      | Ibrahim Mohamed Sobhi | Egitto         |